# Aeroporto di Saratov-Central'nyj
L'aeroporto di Saratov-Central'nyj è un aeroporto situato nei pressi della città di Saratov, in Russia europea.
L'aeroporto è hub e la base tecnica per la compagnia aerea russa Saravia.

## Collegamenti con Saratov
Il Terminal dell'aeroporto di Saratov si trova nella città ed è facilmente raggiungibile dalla Stazione di Saratov delle Ferrovie russe con le linee no.45, no.67 del trasporto pubblico.
Inoltre, l'aeroporto è raggiungibile con le linee no.8, no.13, no.31, no.41, no.73, no.89, no.90 da tutti i distretti della città dalle ore 06:00 alle ore 23:00.